# 美丽脊熟若蟹
美丽脊熟若蟹（学名：Lophozozymus pulchellus）为扇蟹科脊熟若蟹属的动物。分布于本种从日本至中太平洋、向西至红海、非洲东岸广泛地分布以及中国大陆的西沙群岛等地，常见于海水。